# Török-patak
A Török-patak vagy Morgó-patak a Duna balparti mellékvize Magyarországon, a Börzsönyben.
Alapvetően Szokolya alatti részét nevezik Morgó-pataknak, de néha az egész patakot Morgó-patak néven illetik. Szintén többek között Morgó-patak néven is ismert (más néven Les-völgyi-patak vagy Gimpli-patak) az a vízfolyás, amellyel röviddel a torkolat előtt, Kismaroson egyesül.

## Földrajz
Királyrétnél jön létre a Szén-patak, a Bagoly-bükki-patak és a Nagy-Vasfazék-patak egyesülésével. Nagyjából déli irányban folyik Szokolyán és Börzsönyligeten keresztül, majd eléri Kismarost. A Királyréti Erdei Vasút végállomásának közelében egyesül a Verőce-Magyarkút felől, keleti irányból érkező Morgó-patakkal (más néven Les-völgyi-patak vagy Gimpli-patak). A Dunába torkollik annak 1689-1690-es folyamkilométerénél. A torkolat előtti néhány száz méteres szakasz Verőcéhez tartozik.
A patak kismarosi szakaszát az 1970-es években szabályozták, rézsűrendezést és kotrást végeztek. Az évtizedek folyamán a kibetonozott mederben részben helyreálltak a természetes mederviszonyok. Az 1999-es árvíz után a patakot kikotorták, és a mederben nőtt fák nagy részét kivágták. A 2000-es évek végére a patak ezen alsó szakaszának képe ismét természetközelibbé vált.

### Mellékvizek
A Török-patak fontosabb mellékvizei a forrástól a torkolat felé haladva a következők:
- Szén-patak, Bagoly-bükki-patak, Nagy-Vasfazék-patak (forrásvizek)
- Deszkametsző-völgyi-patak (jobb)
- Nacsagromi-patak (jobb)
- Csömöle-völgyi-patak (jobb)
- Morgó-patak (bal)[7]

### Élővilág
A patakban számos halfaj fordul elő, köztük több védett és fokozottan védett halfaj is, így a kövi csík, a fenékjáró küllő, a fürge cselle, kárpáti márna, de megtalálható benne a bodorka, a nyúldomolykó, a domolykó, a jászkeszeg, a márna, a Petényi-márna, a halványfoltú küllő, a razbóra, a szivárványos ökle, a szivárványos pisztráng és a tarka géb is.
A patak teljes szakasza madártanilag értékes terület. 2002–2003-as megfigyelések szerint a patak és mellékvizei környezetében 152 madárfaj fordult elő, ebből 108 faj fészkelt is.

## Közlekedés
A Török-patak völgyében halad a Királyréti Erdei Vasút, valamint a Kismaros–Szokolya–Királyrét országút.